# Ayoquesco Zapotec (jezik)
Ayoquesco Zapotec jezik (ISO 639-3: zaf; zapadni ejutla zapotec, zapoteco de santa maría ayoquesco), jedan od brojnih zapotečkih jezika kojim govori oko 880 ljudi (1990 popis), pripadnika naroda Zapotec u više naselja u meksičkoj državi Oaxaca. Glavno središte je Santa María Ayoquesco, ostala su Santa Cruz Nexila, San Andrés Zabache i San Martín Lachila.
Najbliži mu je Ocotlánski Zapotec [zac]. Ima svega 9 monolingualnih; u upotrebi je i španjolski [spa].

## Vanjske poveznice
- Ethnologue (14th)
- Ethnologue (15th)